# Leptocoma
Leptocoma är ett fågelsläkte i familjen solfåglar inom ordningen tättingar. Släktet omfattar sex arter med utbredning i Asien från Indien och Sri Lanka till Filippinerna och Bismarckarkipelagen:
- Violettgumpad solfågel (L. zeylonica)
- Ghatssolfågel (L. minima)
- Karminbröstad solfågel (L. brasiliana)
- Purpurstrupig solfågel (L. sperata)
- Sorgsolfågel (L. aspasia)
- Kopparstrupig solfågel (L. calcostetha)